# جون إل. فالنتاين
جون إل. فالنتاين (بالإنجليزية: John L. Valentine)‏ هو سياسي أمريكي، ولد في 26 أبريل 1949 في فوليرتون في الولايات المتحدة. حزبياً، نشط في Utah Republican Party ‏ والحزب الجمهوري. وقد انتخب عضو مجلس نواب ولاية يوتا.